# Odontostreptus saginatus
Odontostreptus saginatus är en mångfotingart som först beskrevs av Carl Graf Attems 1937.  Odontostreptus saginatus ingår i släktet Odontostreptus och familjen Spirostreptidae. Inga underarter finns listade i Catalogue of Life.